# UltraHLE
UltraHLE è stato il primo emulatore di Nintendo 64 in grado di eseguire giochi commerciali con una buona resa, nonostante le limitazioni tecniche dei PC del tempo: pubblicato nel 1999, da allora non è stato più aggiornato.
Per raggiungere tale scopo, gli autori, RealityMan ed Epsilon, non si prefissarono lo scopo di creare un emulatore in senso stretto. Tecnicamente, un emulatore è fedele ai canoni se ricrea virtualmente la piattaforma hardware bersaglio, e le relative operazioni di basso livello eseguite dalla stessa. Questo è il caso del MAME.
Invece, i due programmatori dell'UltraHLE adottarono un approccio in parte differente: dato che i giochi per N64 erano scritti in linguaggio C, gli autori si sforzarono di individuare le librerie richiamate dalla macchina originale durante l'esecuzione del gioco, e le implementarono nel proprio emulatore, opportunamente riscritte in modo tale da farle accedere alle risorse hardware dei comuni PC.
In sostanza, in parte l'UltraHLE si comporta da simulatore, pur essendo comunque un emulatore. Le soluzioni adottate nell'UltraHLE hanno gettato le basi per diversi altri emulatori, che all'occorrenza potessero sfruttare l'accelerazione della scheda grafica, alleggerendo notevolmente il carico di lavoro alla CPU.
La lista dei giochi supportati da questo emulatore è piuttosto ristretta ed è consultabile qui.
Se fossero uscite nuove versioni, probabilmente il numero di giochi supportati sarebbe aumentato: come era lecito aspettarsi da un approccio di tipo HLE (high-level emulation), gli autori dell'emulatore studiarono i giochi da eseguire, uno alla volta, tentando di individuare per ognuno di essi la strada migliore per farli girare sotto i personal computer disponibili in quel periodo.
Un'altra limitazione riguarda le schede video compatibili: l'emulatore fu concepito per fare uso delle librerie Glide, che erano supportate solo dai processori grafici 3dfx. L'ostacolo è stato aggirato con l'uscita di librerie che consentono di prendere il posto delle originali glide nel caso si stia usando un acceleratore grafico non 3dfx.
Nel 2002, a seguito della fuga del codice sorgente dell'emulatore, ne fu realizzato un porting OpenGL, chiamato UltraHLE 2064. Quest'ultimo fu accolto solo tiepidamente dagli appassionati, perché nel frattempo l'informatica e l'emulazione del N64 avevano fatto passi da gigante: erano usciti dei PC più potenti di quelli che avevano visto la nascita e lo sviluppo del progetto originale, e nuovi emulatori atti a valorizzarne le prestazioni.